# YUBA liga 1957
La YUBA liga 1957 è stata la 13ª edizione del massimo campionato jugoslavo di pallacanestro maschile. La vittoria finale è stata ad appannaggio dell'AŠK Lubiana.

## Regular season
|     | Squadra               | G  | V  | N | P  | PF    | PS    | Pt. | Qualificazione |
| --- | --------------------- | -- | -- | - | -- | ----- | ----- | --- | -------------- |
| 1.  | AŠK Lubiana           | 18 | 14 | 0 | 4  | 1.444 | 1.129 | 28  |                |
| 2.  | Proleter Zrenjanin    | 18 | 12 | 1 | 5  | 1.433 | 1.296 | 25  |                |
| 3.  | Stella Rossa Belgrado | 18 | 11 | 1 | 6  | 1.231 | 1.164 | 23  |                |
| 4.  | Lubiana               | 18 | 11 | 1 | 6  | 1.314 | 1.225 | 23  |                |
| 5.  | BSK Belgrado          | 18 | 10 | 3 | 6  | 1.310 | 1.215 | 23  |                |
| 6.  | Jugomontaža           | 18 | 9  | 0 | 9  | 1.187 | 1.330 | 18  |                |
| 7.  | Partizan Belgrado     | 18 | 6  | 1 | 11 | 1.172 | 1.182 | 13  |                |
| 8.  | Lokomotiva Zagabria   | 18 | 5  | 1 | 12 | 1.121 | 1.240 | 11  |                |
| 9.  | Željezničar Karlovac  | 18 | 5  | 0 | 13 | 1.137 | 1.310 | 10  | retrocesse     |
| 10. | Sloboda Tuzla         | 18 | 3  | 1 | 14 | 1.042 | 1.300 | 7   | retrocesse     |

| YUBA liga 1957        |
| --------------------- |
| AŠK Lubiana 1º titolo |

## Formazione vincitrice
| N° | Naz.                  | Ruolo | Sportivo          |  | Alt. |  |
| -- | --------------------- | ----- | ----------------- |  | ---- |  |
|    | Jugoslavia (bandiera) | P     | Marjan Kandus     |  | 186  |  |
|    | Jugoslavia (bandiera) |       | Boris Kristančić  |  |      |  |
|    | Jugoslavia (bandiera) | P     | Ivo Daneu         |  | 188  |  |
|    | Jugoslavia (bandiera) |       | Janez Škrjanc     |  |      |  |
|    | Jugoslavia (bandiera) |       | Matija Dermastija |  |      |  |
|    | Jugoslavia (bandiera) | P     | Miha Lokar        |  | 182  |  |
|    | Jugoslavia (bandiera) |       | Bogo Debevc       |  |      |  |
|    | Jugoslavia (bandiera) |       | Igor Jelnikar     |  |      |  |
|    | Jugoslavia (bandiera) |       | Primož Brišnik    |  |      |  |
|    | Jugoslavia (bandiera) |       | Sašo Poljšak      |  |      |  |
|    | Jugoslavia (bandiera) |       | Peter Kralj       |  |      |  |
|    | Jugoslavia (bandiera) | All.  | Boris Kristančić  |  |      |  |